# Шулындино (Марий Эл)
 Шулындино  — деревня в Советском районе Республики Марий Эл. Входит в состав городского поселения Советский.

## География
Находится в центральной части республики Марий Эл на расстоянии менее 1 км на юго-восток от районного центра посёлка Советский.

## История
Основана предположительно в 1780—1790 годах как починок переселенцами из-под города Малмыж. В 1886 году здесь было учтено 8 дворов, в 1924 −13, в 1933 году 14 дворов и 91 житель. В советское время работал колхоз «12-я годовщина Октября». В 1992 году в деревне было 18 хозяйств, проживали 40 человек. С декабря 1992 года включена была в состав посёлка Советский. С 2010 года снова учитывается отдельным населённым пунктом.

## Население
Население составляло 27 человек в 2010 году.

## Известные уроженцы
Куклин Михаил Алексеевич (1910—1994) — советский военный деятель. В годы Великой Отечественной войны — командир миномётной роты 1158 стрелкового полка 352 стрелковой дивизии 36 стрелкового корпуса 5-й армии на западных фронтах, капитан. Кавалер 6 орденов, в том числе 3 орденов Отечественной войны. Член ВКП(б) с 1942 года.